# Konsert

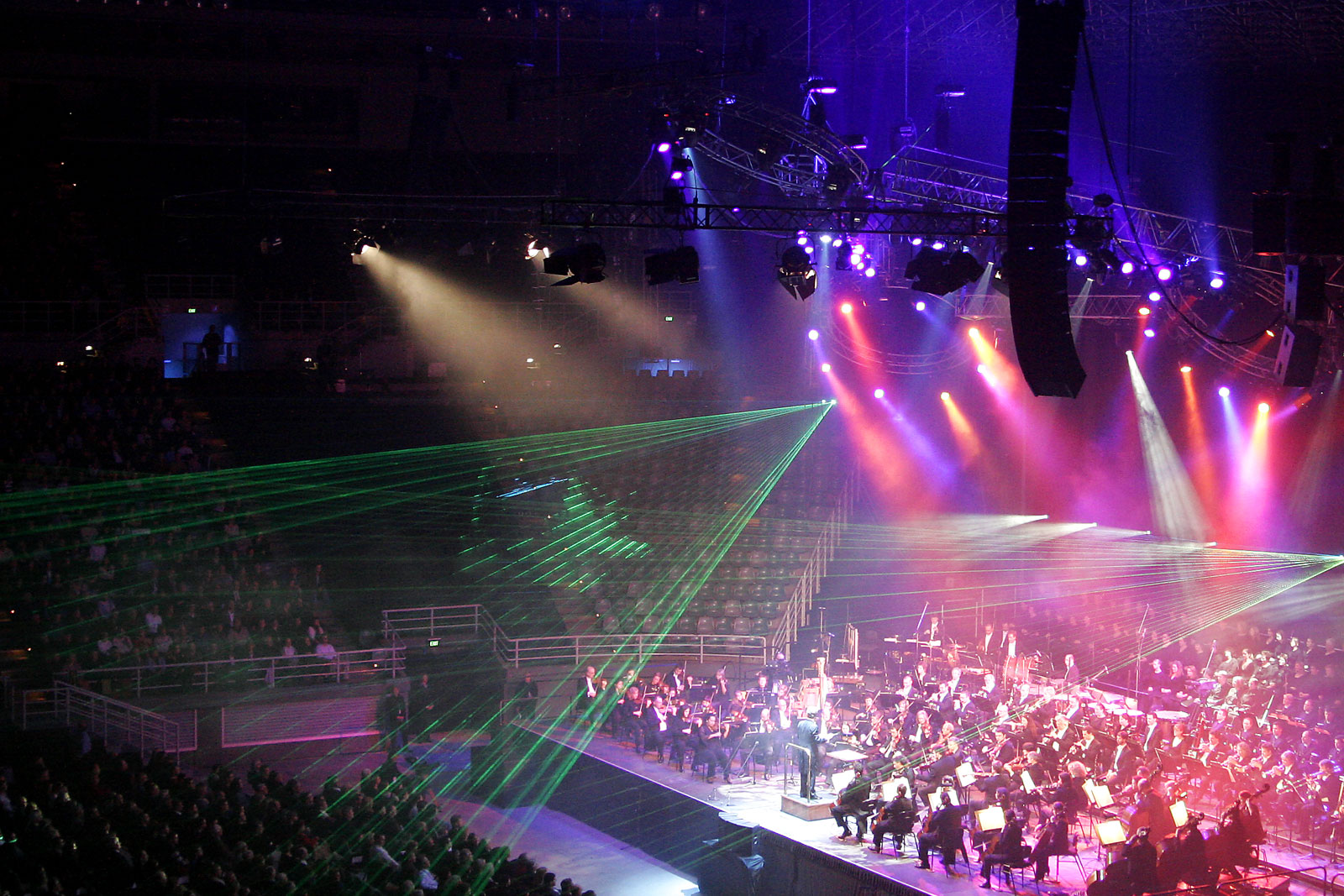
Melbourne 2005, en orkester spelar för publiken vid en konsert i Rod Laver Arena.

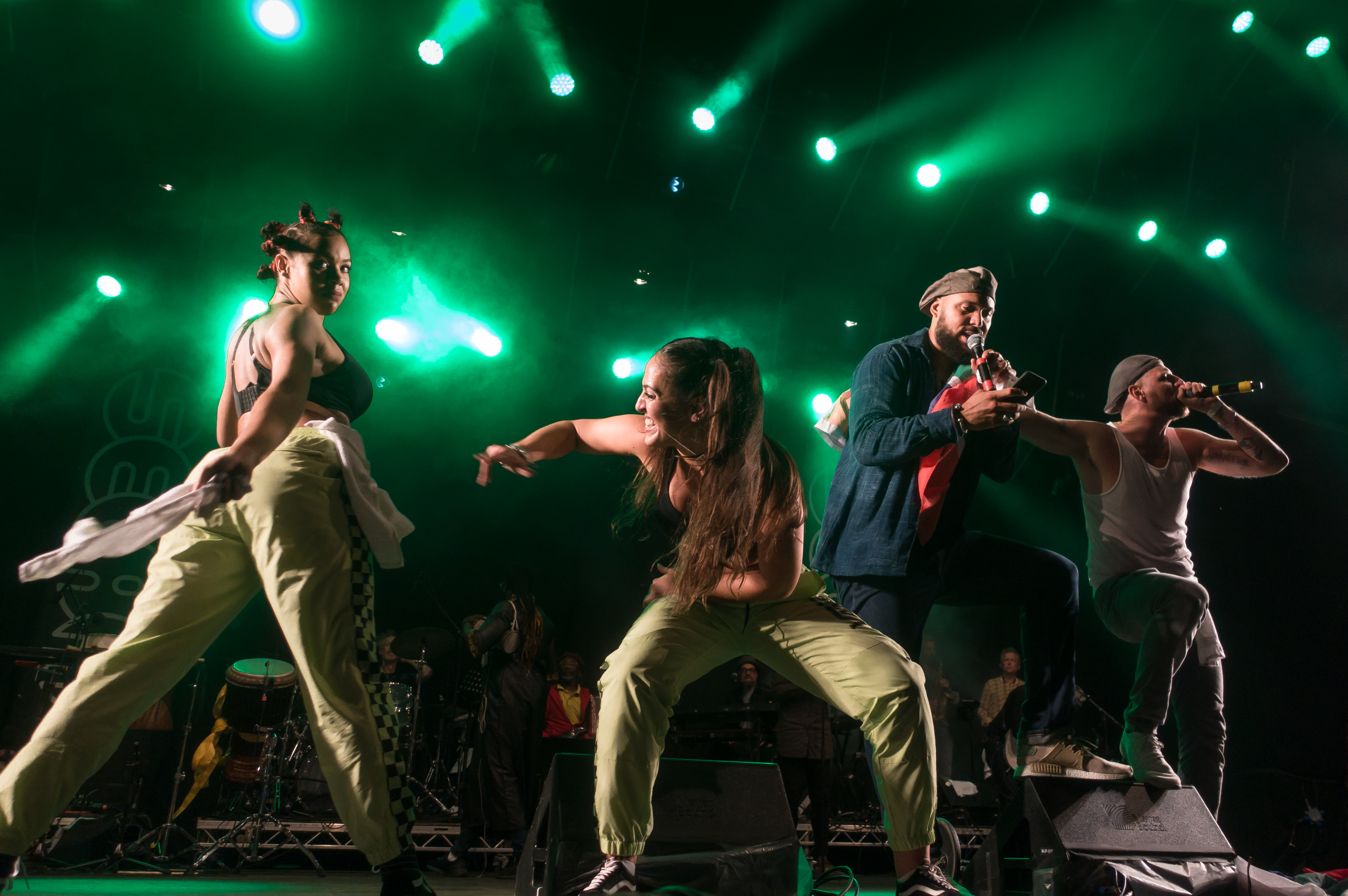
Kaliffa och Jens Malmlöf med dansare uppträder på Gustav Adolfs torg på Stockholms Kulturfestival 2019.

En konsert är ett framförande av musik inför en publik. Vanligen uppträder musiker och sångare, ibland kallade artister, i ett så kallat levande framförande eller "live-framträdande". I vissa fall används också förinspelat material, så kallad playback. Konserter förekommer i alla typer av sammanhang och lokaler, även utomhus.
Konserter skiljer sig i allmänhet från bruksmusik som dans eller festmusik, och från musikteater, i och med att musiken står helt i fokus för lyssnarna.

## Aspekter och förutsättningar

### Applådtack
Konserter slutar vanligen med någon form av tack, där musikerna reser sig, bugar sig eller lämnar scenen för att visa att framträdandet är slut varvid publiken tackar genom att vanligen applådera. Efter tacket ges vanligtvis ett extranummer.

### Akustik
De akustiska förhållandena är mycket viktiga vid en konsert. Eko och efterklang påverkar både klangbilden och musikernas möjlighet att höras, och höra varandra. Rum med besvärlig akustik kan göra framföranden svåra eller till och med omöjliga. Ett rum med svag efterklang kan göra ljudet torrt och obehagligt, medan ett rum med lång efterklang kan göra toner svåra att urskilja och skapa interferensproblem. Utomhuskonserter kan vara extra svåra, eftersom det inte finns något rum som kan skapa efterklang. Ofta använder man då en plats med naturlig akustik, till exempel vid torg, en mur eller sluttning som på en amfiteater.

### Arrangör
En person som samordnar, projektleder, bjuder in till en tillställning/konsert.

### Elförstärkning
En PA-anläggning gör om musikernas förutsättningar totalt, och är i allmänhet nödvändigt för större konsertsalar, elektriska instrument eller utomhuskonserter. En PA-anläggning består av ett stort antal komponenter, men i sin enklaste form av en signalkälla, till exempel mikrofon, samt en högtalare av något slag med tillhörande förstärkare.

## Typer av konserter

### Dansbandskonsert
Dansband talar oftare om spelning än konsert. Nedanför scenen dansar många besökare. Några sitter eller står dock bredvid och lyssnar. Dansband spelar ofta ute i folkparker om sommaren, och i inomhuslokaler om vintern, bland annat i båtar, Folkets hus-lokaler och hotell.

### Kammarkonsert
Konsert som hålls för 2-10 personer i ett rum. En form av klassisk musik brukar spelas på de konserterna. Konserten består oftast av en mindre grupp av instrument, traditionellt sett brukar man ha tillräckligt många att man får plats i en kammare eller ett större rum. Till skillnad från orkestral musik där varje instrument spelas av flera utövare hade man endast en person per instrument.

### Klassisk musik
En symfoniorkester brukar spela i konserthus.

### Kyrkokonsert
Kyrkokonsert kallas konserter i kristendomens kyrkobyggnader. Så kallade julkonserter hålls juletid.

### Pop- och rockkonsert
Pop- och rockkonserter hålls sommartid ute på stora fältområden och sportanläggningar, medan man vintertid flyttar in till ställen som ishallar/sporthallar/bandyhallar och konserthus.

### Utomhuskonsert
Utomhuskonserter tillämpas på många håll i världen bara under sommaren på grund av lokala klimatförhållanden. Vilken typ av musik som helst kan spelas på en sån här konsert. Förut var det oftast pop, folk, klassisk eller jazzartister som spelade utomhus. På senare tid har det även spelats till exempel elektronisk musik som förr nästan aldrig spelades på utomhuskonserter.

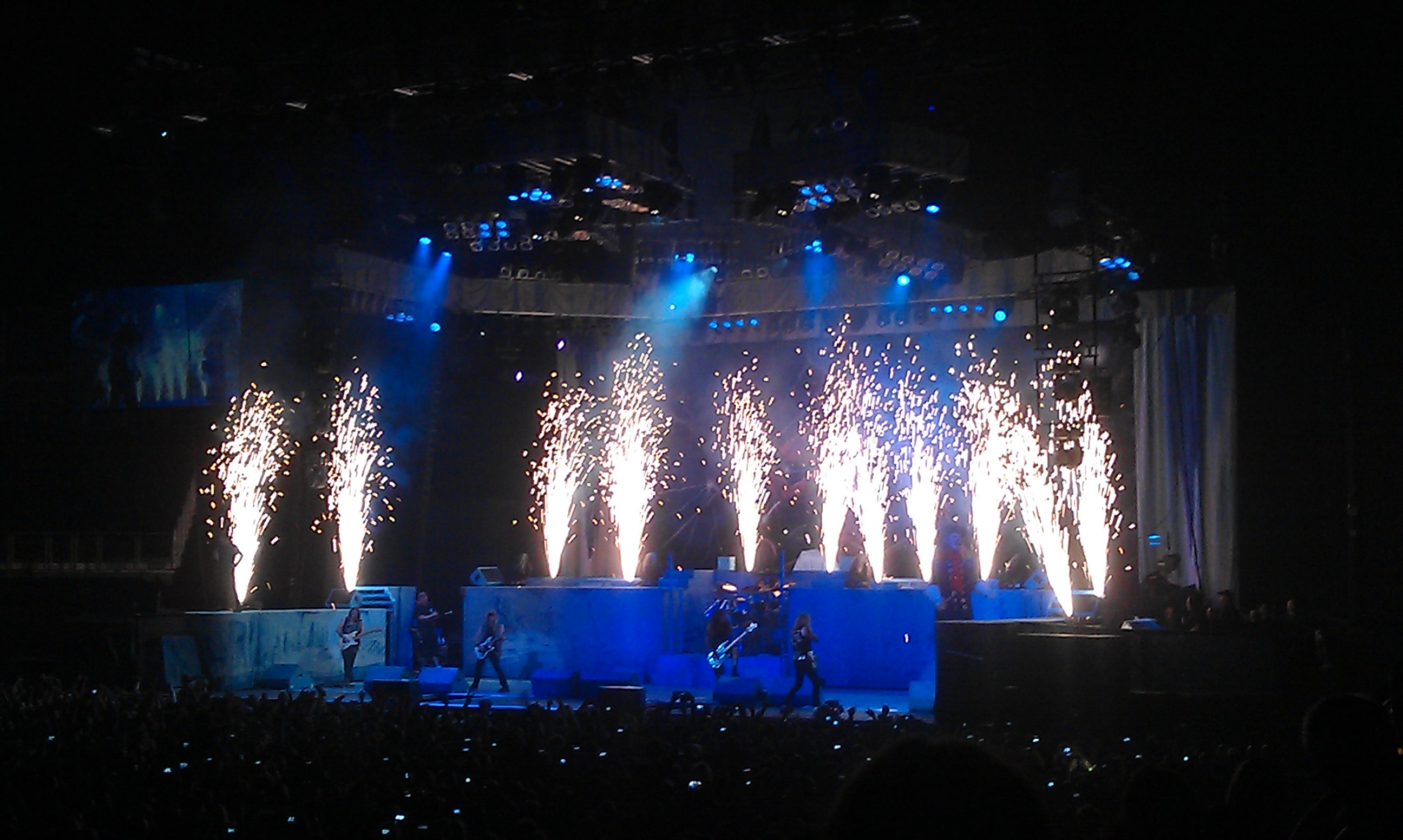
Iron Maiden konsertturné

### Konsertturné
En konsertturné är en serie av konserter i olika orter inom en viss tid, spridda inom ett land eller flera olika länder. På den populärmusikaliska scenen genomförs de ofta för att marknadsföra nya album, även om gammalt material också brukar framföras. Konsertturnéer brukar även döpas till olika namn för att kunna särskilja olika turnéer gjorda av samma artist. De döps oftast efter ett specifikt album eller produkt (till exempel Iron Maiden World Slavery Tour). Särskilt i populärmusikvärlden kan sådana turnéer bli stora företag som varar i flera månader eller år, ses av hundratusentals eller miljontals människor, och inbringa miljontals dollar (eller motsvarande) i biljettintäkter. Turnéerna administreras ofta på lokal nivå av konsertarrangörer. Små konsertturnéer sköts av så kallade “road managers” medan större konsertturnéer sköts av en så kallad “tour manager”.

### Festivaler

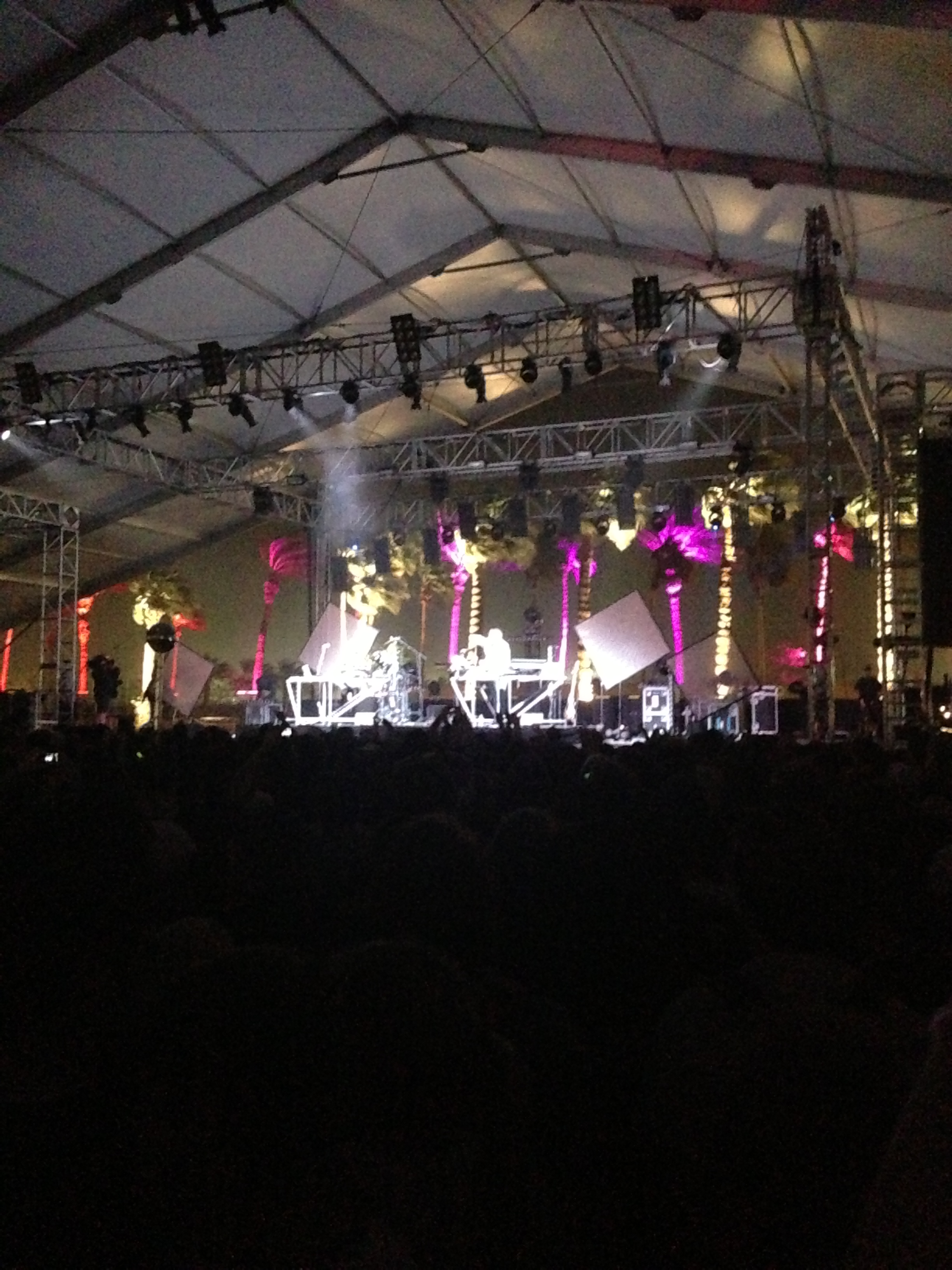
Disclosure at Coachella 2013

Vid en musikfestival uppträder flera artister och grupper samma kväll, och framför bara några få melodier innan det är dags för nästa artist/grupp att gå upp. I Eurovision Song Contest och dess uttagningar framför man oftast en låt var, och den låt som får flest röster vinner tävlingen. Till skillnad från andra konserter, som oftast betyder att evenemanget består av samma typ av musikgenre, har festivaler oftast ett mycket bredare utbud av artister/band och genrer. På grund av hur stora festivaler kan vara är de oftast utomhus. Nya platser för festivaler brukar bli allt mer populärt. Bland annat Jam Cruise med sin festival som hålls på ett kryssningsfartyg, liksom Maya Holidaze, som har en festival som hålls i Tulum.
Några exempel på alla de hundratals festivaler som finns:
- Sweden Rock Festival, Sverige
- Coachella Valley Music and Arts Festival, USA
- Download Festival, Storbritannien
- Peace & Love Festival, Sverige
- Festival de Viña, Chile
- Glastonbury Festival, Storbritannien
- Lollapalooza, flera länder, bland annat Sverige

### Tributkonsert
Tributkonsert eller hyllningskonsert är då man spelar låtar av till exempel en avliden artist eller upplöst grupp. Det finns även tributband som inriktar sig på detta.

### Välgörenhetskonsert
Vid en välgörenhetskonsert går de flesta pengarna till välgörenhet, ofta i samband med fattigdom, krig, svält, naturkatastrofer och liknande.

## Inkomster

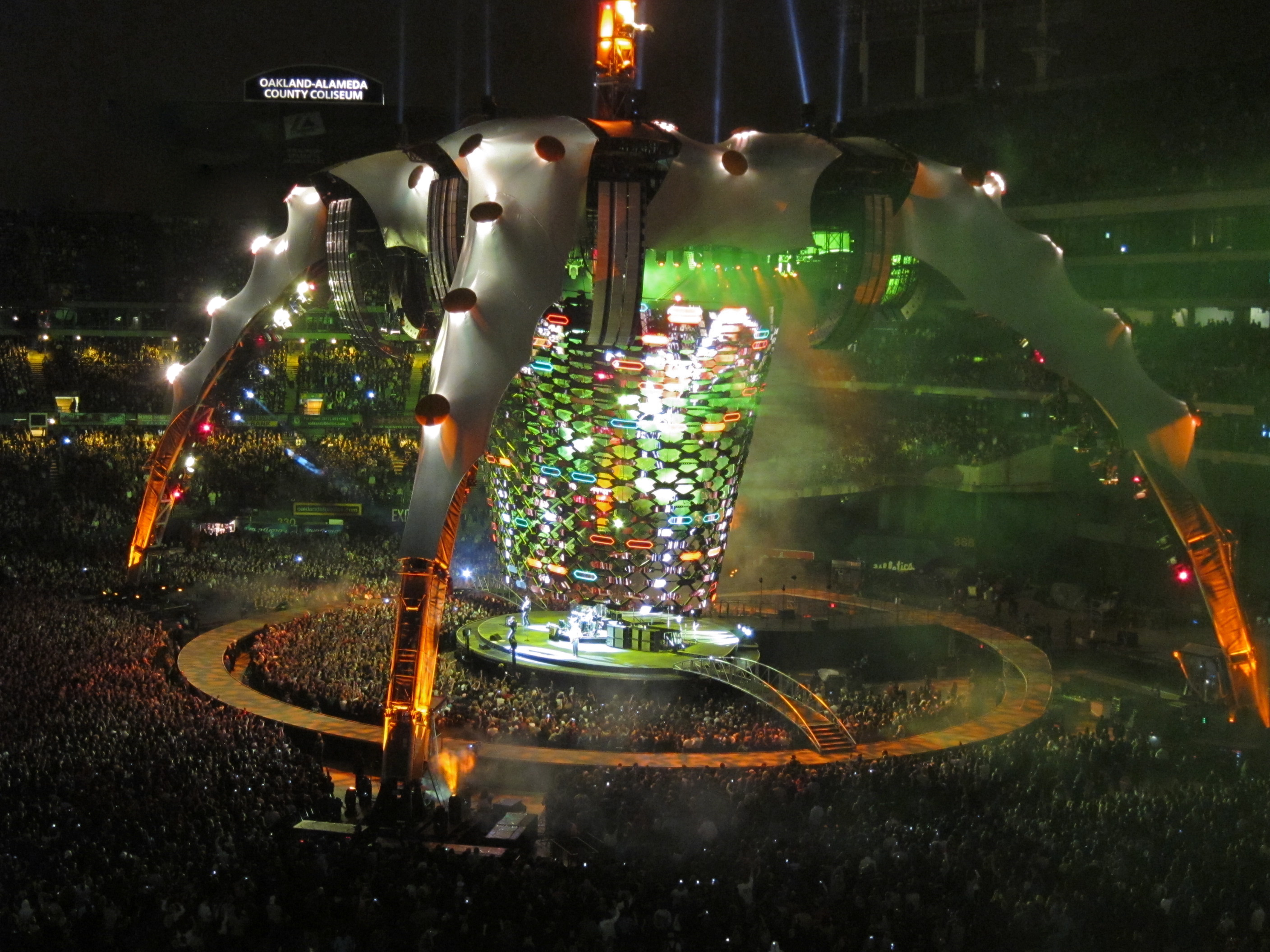
U2 360°-turnén

Medan tillträde till vissa konserter är gratis så är det ändå vanligt att ta betalt för konserter genom att sälja inträdesbiljetter. Historiskt sett var konserter den främsta inkomstkällan för musiker. Intäkter från biljettförsäljning går vanligtvis till scenkonstnärer, producenter, platshyra, arrangörer och mäklare. När det gäller förmånskonserter går en del av vinsten ofta till en välgörenhetsorganisation.
Ytterligare intäkter brukar kunna fås genom reklam på konserten, lokala konserter kan få sponsring från företag under stora turnéer. Till exempel 2009 års "Vans" Warped Tour Presenterades av AT & T. Både Vans och AT & T skulle ha betalat betydande belopp för att ha sina namn i marknadsföringsmaterialet för Warped Tour. Olika så kallade merchandise och varor brukar också ofta säljas under och efter konserter.
Från och med 2011 är den mest inkomstinbringande turnén U2 360 Tour, med bruttointäkter på $ 736 137 344. Den näst högsta inkomstbringande turnén genom tiderna är Rolling Stones "A Bigger Bang Tour", som tjänade ungefär $ 558 000 000 mellan 2006 och 2007. Madonnas Sticky & Sweet Tour, som tjänade $ 408 000 000 under 2008 och 2009 var den mest inkomstbringande turnén av en kvinnlig artist. 